# 신진말로
신진말로는 인천광역시 서구 가좌3동에 있는 도로로, 총 연장은 418m이다. 도로명의 유래는 이 지역에 있었던 '신진말'이라는 옛 마을의 이름을 따와 명명되었다.

## 노선 정보
- 총 연장 : 0.418 km
- 기점 : 인천광역시 서구 가좌동 168도 (가석로와 교차)
- 종점 : 인천광역시 서구 가좌동 126-15도 (원적로와 교차)

## 지리

### 통과하는 지자체
- 서구
  - 가좌3동

### 접촉하는 도로
- 가석로
- 원적로
- 접촉 불가 도로 : 인천대로

### 주변에 있는 시설
- 태림플러스
- 신한연립
- 기아상사
- 동아전기프러그
- 돈데이 인천가좌점
- 다사랑한의원
- 건지공원
- 죽여주는열꼬치
- 건지약국
- 동지유치원
- 오장동함흥냉면숯불왕갈비
- 진천토종순대 가좌동본점
- 삼성노인보호센터
- 서인천농협 건지지점
- 센트럴시티뷰오피스텔
- 가좌3동 행정복지센터 (이 도로의 부근 지역에 있음)